# Maria Helena Rolim Capelato
Maria Helena Rolim Capelato (1945) é uma historiadora brasileira conhecida por seus trabalhos sobre imprensa no Brasil, populismo e propaganda política. É professora emérita da Faculdade de Filosofia, Letras e Ciências Humanas da Universidade de São Paulo. Foi, de 2011 a 2013, presidente da Associação Nacional de Pesquisadores e Professores de História das Américas; e, de 2015 a 2017, presidente da Associação Nacional de História.